# Life's Shop Window
Pour plus de détails, voir Fiche technique et Distribution.
Life's Shop Window est un film américain dramatique du cinéma muet réalisé par J. Gordon Edwards, sorti en 1914 et mettant en vedette Claire Whitney et Stuart Holmes. Il s'agit d'une adaptation cinématographique du roman éponyme de 1907,, de Victoria Cross. Le film décrit l'histoire de l'orpheline anglaise Lydia Wilton (Whitney) et de son mari Bernard Chetwin (Holmes). Bien que le mariage de Wilton soit légitime, il s’est déroulé en secret et elle est accusée d’avoir eu un enfant hors mariage. Forcée de quitter l'Angleterre, elle retrouve son mari en Arizona. Elle y est tentée par l’infidélité, avec Eustace Pelham, une vieille connaissance, avant de constater l’erreur de son comportement et de retourner dans sa famille.
Life's Shop Window a été le premier film produit, plutôt que simplement distribué, par la Box Office Attractions Company de William Fox. Plusieurs critiques ont approuvé le traitement expurgé par le film de l'intrigue du roman, même si les opinions sur la qualité du film étaient mitigées. Il a été très populaire lors de sa sortie initiale à New York et ce succès a été utilisé pour faire la publicité du film. Comme bon nombre des premières œuvres de la Fox, il a probablement été perdu lors de l' incendie de la réserve de la Fox, en 1937 .

## Synopsis
Bernard Chetwin est pensionnaire à la ferme de John Anderson, en Angleterre. Il n'est pas impressionné par Bella, la fille gâtée d'Anderson, et il est attiré par leur servante orpheline, Lydia Wilton. Celle-ci lui raconte ses rêves de vie plus heureuse et ils tombent amoureux. Wilton rencontre aussi Eustace Pelham, qui l'initie à sa philosophie de la vitrine de la vie' : beaucoup de gens prennent des décisions de vie sur des bases purement superficielles. Bernard Chetwin épouse Lydia Wilton lors d'une cérémonie secrète.
Dans l'intention de créer une ferme, afin de subvenir aux besoins de sa nouvelle famille, Chetwin quitte la campagne anglaise pour l'Arizona. Préoccupé par les dangers des territoires frontaliers, il voyage sans sa nouvelle épouse, avec pour but de la faire venir plus tard. Lorsqu'elle donne naissance à l'enfant de Chetwin, la femme d'Anderson refuse d'accepter la preuve de son mariage et la jette hors de la ferme pour avoir eu un enfant hors mariage. Lydia emmène l'enfant avec elle en Arizona et retrouve Chetwin dans son ranch.
Les exigences de la gestion du ranch prennent tout le temps de Chetwin, laissant Wilton se sentir délaissée et mal aimée. Un jour, un voyageur est blessé, près du ranch, il s'agit d'Eustace Pelham. Celui-ci la courtise, profitant de sa solitude. Bien qu'elle admette qu'elle ne l'aime pas, il la convainc d'abandonner sa famille et de s'enfuir avec lui. Alors qu'elle se prépare à partir, elle est confrontée à Starlight, une femme indienne qui travaille comme servante au ranch et qui rappelle à Lydia les besoins de son enfant. Elle rejette alors Eustace Pelham et retourne auprès de sa famille. Finalement, Bernard Chetwin lui pardonne et lui consacre plus de temps. Pelham a peut-être été tué par Starlight, bien que son destin reste incertain,

## Fiche technique
- Titre : Life's Shop Window
- Réalisation : J. Gordon Edwards
- Scénario : Mary Asquith
- Sociétés de production : Box Office Attractions Company
- Producteur : William Fox
- Format : Noir et blanc - Muet
- Date de sortie :
  - États-Unis : 19 novembre 1914

## Distribution
- Claire Whitney (Lydia Wilton)
- Stuart Holmes (Bernard Chetwin)
- Walter Hitchcock (Eustace Pelham)
- Theresa Michelena (Starlight)